# The Reunion (album)
The Reunion è il secondo album del duo hip hop statunitense Capone-N-Noreaga. Poco dopo l'uscita di The War Report, Capone è arrestato. Tornato in libertà, il duo registra e pubblica The Reunion il 21 novembre 2000: l'album è distribuito da Tommy Boy e dalla Warner Bros. Records. Al secondo lavoro di CNN partecipano anche i Mobb Deep, Foxy Brown e Nas. Tra i tanti produttori presenti in The Reunion spiccano The Alchemist, Havoc e DJ Premier, autore dell'apprezzata Invincible.
| Recensione     | Giudizio |
| -------------- | -------- |
| AllMusic       | [ 2 ]    |
| HipHopDX.com   | [ 3 ]    |
| RapReviews.com | 7.5/10   |
| Rolling Stone  | [ 5 ]    |
| Vibe           | [ 5 ]    |

## Tracce
1. Intro - Change is Gonna Come (featuring Carl Thomas) – 2:20 (musica: Rush)
2. Phonetime (skit) – 0:33
3. Phonetime – 4:06 (musica: L.E.S.)
4. Queens (featuring Complexions) – 4:06 (musica: The Alchemist)
5. Invincible – 3:44 (musica: DJ Premier)
6. Bang, Bang (featuring Foxy Brown) – 4:28 (musica: The Alchemist)
7. Gangsta (skit) – 1:06 (musica: Kyze)
8. Y'all Don't Wanna – 4:28 (musica: Kenya "Fame Flames" Miller & Nokio "The N-Tity")
9. Shows! (Interlude) (featuring Timbo) – 1:18 (musica: Timbo)
10. Straight Like That (featuring Final Chapter) – 4:47 (musica: Jewellz)
11. All We Got Is Us – 4:26 (musica: EZ ElPee)
12. Brothers (featuring Goldfingaz & Troy Outlaw) – 4:01 (musica: Mike "Mr. Fortune" Fortunato, Omar "Amarreto" Glover & Tony "T-Lo" Aviles)
13. B EZ (featuring Nas) – 3:56 (musica: L.E.S.)
14. Gunz in tha Air – 4:08 (musica: Havoc)
15. Wet Willie (skit) – 1:18
16. Full Steezy – 4:21 (musica: SPK)
17. Queens’ Finest (featuring Mobb Deep & Final Chapter) – 4:25 (musica: Havoc)
18. You Can't Kill Me – 4:07 (musica: Dame Grease)
19. Don't Know Nobody (featuring Musaliny-N-Maze) – 4:24 (musica: Chris Liggio & Lord Finesse)
20. Hey, Y'All (featuring Final Chapter) – 4:16 (musica: DJ Scratch)

Durata totale: 70:18

## Classifiche

### Classifiche settimanali
| Classifica (2000)         | Posizione massima |
| ------------------------- | ----------------- |
| Stati Uniti               | 31                |
| US Independent Albums     | 2                 |
| US Top R&B/Hip-Hop Albums | 8                 |